# Matthew Amoah
Matthew Amoah (Accra, 24 ottobre 1980) è un allenatore di calcio ed ex calciatore ghanese, di ruolo attaccante.

## Carriera
Ha esordito nel 1998 in Eredivisie con la maglia giallo-nera del Vitesse Arnhem, squadra olandese. Dal gennaio al giugno 2000 è stato in prestito al Fortuna Sittard, dove ha messo a segno 10 gol, tornando poi al Vitesse dove ha giocato fino al 2006. Le sue stagioni migliori in Olanda sono state la 2002-2003 (15 gol) e la 2004-2005 (13 gol). Prima dei Mondiali 2006 è stato ceduto al Borussia Dortmund. Nell'estate 2007 è tornato nei Paesi Bassi, per giocare nel NAC Breda.
Con la selezione del suo paese ha partecipato al campionato del mondo 2006 in Germania, dove i ghanesi hanno raggiunto gli ottavi di finale.
Figura tra i 23 convocati del Ghana per il Mondiale 2010 in Sudafrica.